# Leonard van Loenen
Leonardus Jacobus (Leonard) van Loenen (Nijmegen, 13 september 1842 – Baarn, 14 maart 1907) was een Nederlands pianist.
Hij was zoon van arts Johannes Jacobus Wilhelmus van Loenen en Louise Johanna Catharina van Emschut. Hijzelf was getrouwd met Elisabeth Maria Lasteree en vanaf 1868 met artsendochter Henriette Catharina de Bordes, van wie hij van tafel en bed zou scheiden. Zijn laatste tijd bracht hij door in de ziekenverpleging in Baarn. Dochter Louise Henriette van Loenen (Amsterdam, 8 april 1879 – Utrecht 11 mei 1913) was vormgeefster (kunstschilder, etser en/of tekenaar) en werkte wel vanuit Parijs. Dochter Mary was enige tijd violiste.
Hij startte zijn muziekopleiding bij Nijland (organist in Voorst) en Henri Tibbe. Zijn vader overleed toen hij zes jaar oud was en hij werd door zijn voogd naar de Latijnse School in Zevenaar gestuurd. Hij trok naar Utrecht om er te gaan leren aan de technische school. Toen ook zijn moeder overleed schreef hij zich in als student aan de Delftse Akademie. Hier nam hij lessen bij Joannes Alexander Klerk en trad op voor studenten. Toen die academie overging in de Polytechnische school vertrok hij er om zich definitief tot de muziek te wenden.
Hij werd echter in 1867 muziekonderwijzer aan de Muziekschool van de Maatschappij tot Bevordering der Toonkunst in Amsterdam. Hij trad ook wel op in bijvoorbeeld Felix Meritis. Hij startte in 1869 zijn eigen "Klassikale pianocursus van L.J. van Loenen", waar ook bijvoorbeeld Jacques Hartog werkte. Hij leidde onder meer de Zaanse organist J. Hooft, pianisten Marie Wybrandi en Henriëtte Holl op. De school wijzigde rond 1894 haar naam in de "Klassieke pianocursus van Ulfert Schults" van Ulfert Schults en was toen gevestigd aan Leliegracht 17a. Van Loenen trok naar Amersfoort en Baarn om er leiding te geven aan zangkoren.
Hij componeerde voor feesten georganiseerd door de KNAW in juni 1902 nog een feestmars.